# Red Roses for Me
Red Roses for Me — дебютный студийный альбом англо-ирландской группы The Pogues, изданный в 1984 году.

## Об альбоме
По жанру Red Roses for Me представляет собой ирландскую народную музыку с существенным влиянием панк-рока. Народные баллады перемешаны с песнями Шейна МакГована о выпивке, драках и сексе, что было инновационным в то время. По словам Шейна, «он не мог поверить, что никто другой этого не делал, поэтому он сделал это сам». Название альбома — «Красные розы для меня» является отсылкой к пьесе ирландского драматурга Шона О’Кейси, хотя его творчество и не оказало непосредственного влияния на группу. На обложке диска изображены The Pogues, за исключением барабанщика Эндрю Ранкена (его фото в круглой вставке в левом нижнем углу), сидящие перед картиной американского президента Джона Кеннеди. На обратной стороне также изображена группа, в частности МакГован, правая нога которого закована в гипс, Джеймс Фирнли, из-за пояса которого торчит бутылка виски и Кейт О’Риордан с банкой пива в руке. Дебютный альбом неистовой ирландской группы был позитивно встречен критиками и охарактеризован как «шумный и весёлый».

## Список композиций
Оригинальная долгоиграющая пластинка, изданная в Великобритании
| №   | Название                                   | Автор(ы)                   | Длительность |
| --- | ------------------------------------------ | -------------------------- | ------------ |
| 1.  | «Transmetropolitan»                        | МакГован                   | 4:15         |
| 2.  | «The Battle of Brisbane»                   | МакГован                   | 1:49         |
| 3.  | «The Auld Triangle»                        | Доминик Биэн, Брендан Биэн | 4:20         |
| 4.  | «Waxie's Dargle»                           | Народная                   | 1:53         |
| 5.  | «Boys from the County Hell»                | МакГован                   | 2:56         |
| 6.  | «Sea Shanty»                               | МакГован                   | 2:24         |
| 7.  | «Dark Streets of London»                   | МакГован                   | 3:33         |
| 8.  | «Streams of Whiskey»                       | МакГован                   | 2:32         |
| 9.  | «Poor Paddy»                               | Народная                   | 3:09         |
| 10. | «Dingle Regatta»                           | Народная                   | 2:52         |
| 11. | «Greenland Whale Fisheries»                | Народная                   | 2:36         |
| 12. | «Down in the Ground Where the Dead Men Go» | МакГован                   | 3:30         |
| 13. | «Kitty»                                    | Народная                   | 4:23         |

Первое издание на диске содержало 14 песен, включая «Whiskey You’re the Devil» под номером 8. В переиздании 2004 года были добавлены 6 песен
| №  | Название                               | Автор(ы)       | Длительность |
| -- | -------------------------------------- | -------------- | ------------ |
| 1. | «The Leaving of Liverpool»             | Народная       | 3:13         |
| 2. | «Muirshin Durkin»                      | Народная       | 1:51         |
| 3. | «Repeal of the Licensing Laws»         | Спайдер Стэйси | 2:12         |
| 4. | «And the Band Played Waltzing Matilda» | Эрик Богл      | 4:52         |
| 5. | «Whiskey You're The Devil»             | Народная       | 2:09         |
| 6. | «The Wild Rover»                       | Народная       | 2:37         |

«Whiskey You’re the Devil» выходила на би-сайде второго сингла группы «Whiskey You’re the Devil», «And the Band Played Waltzing Matilda» на би-сайде первого сингла «Dark Streets Of London», «Whiskey You’re The Devil» и «Mursheen Durkin» на би-сайде третьего сингла «A Pair Of Brown Eyes» и «The Wild Rover» на би-сайде четвёртого сингла «Sally Maclennane».

## Участники записи
- Шейн МакГован — вокал, гитара
- Джем Финер — банджо
- Спайдер Стэйси — вистл
- Джеймс Фирнли — аккордеон
- Кейт О’Риордан — бас-гитара
- Эндрю Ранкен — барабаны
- Фил Шеврон — гитара на переиздании альбома